# Renaissance du Bengale
La Renaissance du Bengale est un mouvement socio-culturel et religieux du XIXe siècle et du début du XXe siècle dans la province indienne non divisée du Bengale, ayant également un impact dans le reste de l'Inde. Il est admis que la Renaissance du Bengale a commencé avec Râm Mohan Roy (1775–1833) et s'est poursuivie jusqu'à la mort de Rabindranath Tagore en 1941.

## Contexte
Pendant cette période, le Bengale a été témoin d'un réveil intellectuel qui a remis en cause les orthodoxies courantes concernant le statut social des femmes, le mariage, la caste, les croyances superstitieuses et de la religion. L'une des premières activités sociales de Mouvement qui ont émergé au cours de cette époque était le mouvement Young Bengal  (Jeune Bengale), qui a épousé le rationalisme et l'athéisme comme les dénominateurs communs de conduite civile entre les hindous de haute caste instruits.
Le mouvement socio-religieux parallèle, Brahmo Samaj, s'est développé pendant cette période et a compté dans ses rangs de nombreux leaders de la Renaissance du Bengale. Dans les années antérieures, la Brahmosamaj, comme le reste de la société, ne pouvait cependant, conceptualiser, dans l'époque féodale-coloniale, une Inde libre comme il a été influencé par l'Europe des Lumières (et de ses porteurs en Inde, le Raj britannique), mais il a tracé ses racines intellectuelles pour les Upanishad. Leur version de l'hindouisme, ou plutôt religion universelle, bien que dépourvu de pratiques comme le satī et la polygamie qui s'étaient glissées dans les aspects sociaux de la vie hindoue, a finalement été une foi monothéiste impersonnelle rigide, qui était en fait tout à fait distincte de la nature pluraliste et multiforme de la manière dont la religion hindoue a été pratiquée. Le leader Keshub Chunder Sen s'est passionné pour Brahmā, Krishna, Buddha et le Christ. Il a été soutenu par certains chercheurs que le mouvement Brahmosamaj, en dépit de son universalité, n'a jamais gagné le soutien des masses et est resté limité à l'élite[réf. nécessaire], bien que la société hindoue a accepté la plupart des programmes de réforme sociale de la Brahmosamaj. Il faut aussi reconnaître que beaucoup de brahmaïstes ultérieures étaient également parmi les leaders du mouvement de liberté.
La période de renaissance après la Révolte des cipayes a vu une magnifique explosion de la littérature bengali. Alors que Ram Mohan Roy et Iswar Chandra Vidyasagar ont été les pionniers, d'autres comme Bankim Chandra Chatterji a élargi et bâti sur elle. Le premier détour nationaliste significatif de la Renaissance du Bengale a été donné par les écrits de Bankim Chandra Chatterji. Les écrivains postérieurs de la période qui a présenté un large débat sur les problèmes sociaux et des formes plus familières de Bengali en littérature générale incluent Saratchandra Chattopadhayay.
Les membres de la famille Tagore, y compris Rabindranath Tagore, étaient des leaders en cette période et avaient un intérêt particulier dans la réforme de l'éducation réforme. Leur contribution à la Renaissance du Bengale a plusieurs facettes. En effet, le roman en Bengali de 1901 de Tagore, Nastanirh a été écrit comme une critique des hommes qui professaient à suivre les idéaux de la Renaissance, mais n'a pas réussi à le faire dans leurs propres familles. À bien des égards les écrits de Rabindranath Tagore (en particulier les poèmes et chansons) peuvent être considérés comme imprégnée de l'esprit de l'Upanishad. Ses œuvres font allusion à plusieurs reprises à des idées concernant des Upanishads âme, la libération, la transmigration et peut-être plus essentiel-d'un esprit qui imprègne toute la création n'est pas sans rappeler la Upanishads 'Brahman'. La traduction anglaise de Tagore d'un ensemble de poèmes intitulé Gitanjali  lui a valu le Prix Nobel de littérature en 1913. C'était le premier Asiatique à remporter ce prix.

## Comparaison avec la Renaissance italienne
La Renaissance italienne a été une « renaissance » de l'apprentissage gréco-romaine, la sculpture et la peinture dans les XVe et XVIe siècles, même si elle a été précédée par la Renaissance des IXe et XIIe siècles. La Renaissance italienne a également marqué le début de la nouvelle dans le domaine de la pensée politique et de la science ; et donc mélangés ensemble la vieille Europe païenne et la nouvelle Europe émergente. De la même façon la Renaissance du Bengale ainsi retenu les aspects positifs du passé et a accueilli la nouveauté dans le domaine de la science et de la politique. Le rôle joué par Bengale dans l'éveil de l'Inde moderne est comparable à la position occupée par l'Italie dans l'Europe renaissante. De façon semblable à la Renaissance italienne, ce n'était pas un mouvement de masse, mais plutôt limité aux classes supérieures.

## Science
L'émergence de pionniers de la science tels Jagadish Chandra Bose, Satyendranath Bose, Upendranath Brahmachari et Meghnad Saha.

## Littérature

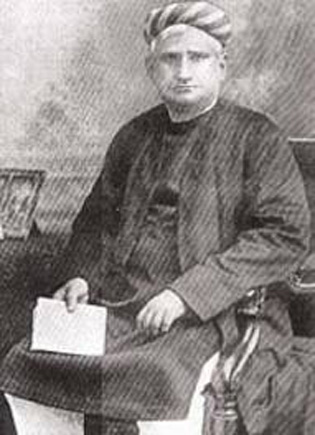
Bankim Chandra Chatterji est l'une des plus grandes figures littéraires et un réformateur ; il est l'auteur du chant national Vande Mataram

## Institutions ayant contribué
- Société asiatique de Calcutta (est.1784)
- Fort William College (1800)
- Serampore College (1817)
- Calcutta School-book Society (1817)
- Hindu College (1817), later Presidency College (1855) and presently Presidency University (2010).
- Sanskrit College (1824)
- General Assembly's Institution (1830) (now known as Scottish Church College)
- Calcutta Medical College (1835)
- Dhaka College (est.1841)
- Mutty Lall Seal's Free School & College (1842)
- Université de Calcutta (1857)
- St. Xavier's College (1860)
- Chittagong College (est.1869)
- Vidyasagar College (1872)
- Rajshahi College (est.1873)
- Hindu Mahila Vidyalaya (1873)
- Banga Mahila Vidyalaya (1876)
- Indian Association for the Cultivation of Science (1876)
- Bethune College (1879)
- Ripon College (1884) (now known as Surendranath College)
- Brojomohun College, Barisal (est.1889)
- Murari Chand College, Sylhet (est.1892)
- Comilla Victoria College (est.1899)
- Ananda Mohan College, Mymensingh (est.1901)
- Brajalal College, Khulna (est.1902)
- National Council of Education, Bengal (1906) (now known as Université de Jadavpur)
- Visva-Bharati University (1921)
- Université de Dacca (1921)
- Asutosh College (1916)
- Calcutta Civil Engineering College (established 1856) (now known as Bengal Engineering and Science University, Shibpur)